# Сршичі (Озаль)
45°41′ пн. ш. 15°23′ сх. д. / 45.68° пн. ш. 15.39° сх. д.
Сршичі (хорв. Sršići) — населений пункт у Хорватії, в Карловацькій жупанії у складі міста Озаль.

## Населення
Населення за даними перепису 2011 року становило 6 осіб.
Динаміка чисельності населення поселення: